# Heinrich Otto Wieland
Heinrich Otto Wieland (Pforzheim, 4 de junio de 1877 - Múnich, 5 de agosto de 1957) fue un químico alemán. Fue galardonado con el premio Nobel de Química del año 1927.

## Biografía
Estudió química en las universidades de Berlín, Múnich y Stuttgart. En 1917 sucedió a Adolf von Baeyer como profesor de química de la de Múnich y enseñó química orgánica en las de Friburgo y Múnich (1925-1953).

## Investigaciones científicas
Formuló la teoría de la deshidrogenación y explicó la constitución de muchos productos de naturaleza completa, como la pteridina, las hormonas sexuales y los glucósidos de la digital, y también de algunos alcaloides.
Así mismo, realizó estudios complejos sobre los ácidos biliares.
En 1927 fue galardonado con el Premio Nobel de Química por sus investigaciones sobre la composición de los ácidos biliares. El premio fue anunciado el 13 de noviembre de 1928, siendo entregado el 10 de diciembre de aquel mismo año a Estocolmo.

## Activismo social
Wieland trató exitosamente de proteger a las personas, especialmente a los estudiantes judíos, que fueron "restringidos racialmente" tras las leyes de Núremberg. Los estudiantes que eran expulsados debido a esto, podían permanecer en el grupo de Heinrich Wieland como químicos o como "Gäste des Geheimrats" (invitados del consejo privado).